# Pomost lądowy

Pomost lądowy Beringia (animacja)

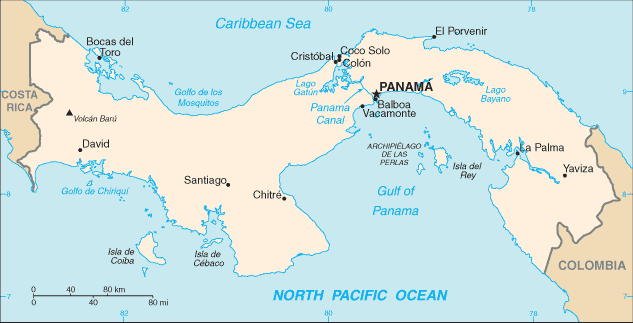
Pomost lądowy między Ameryką Północną i Południową (Panama)

Pomost lądowy – pas lądu łączący dwa kontynenty lub lądy, mający wyjaśnić występowanie takich samych gatunków roślin i zwierząt na dwóch kontynentach w hipotezie pomostowej. Hipotezę tę wyparła teoria Wegenera. W późniejszym czasie odkryto jednak, że pomosty lądowe naprawdę istniały, np. Beringia, jednak tylko między kontynentami, które były blisko siebie.